# كوميت دي روتشامبس
كوميت دي روتشامبس (بالفرنسية: Jean-Baptiste Donatien de Vimeur de Rochambeau)‏‏ (1 يوليو 1725 في فوندوم - 10 مايو 1807 ) ضابط من فرنسا.

## الجوائز
- Knight of the Order of the Holy Spirit  [لغات أخرى]‏
- فارس ترتيب سانت ميشيل  [لغات أخرى]‏
- مارشال فرنسا
- أسماء منقوشة تحت قوس النصر بباريس

## روابط خارجية
- كوميت دي روتشامبس على موقع الموسوعة البريطانية (الإنجليزية)
- كوميت دي روتشامبس على موقع إن إن دي بي (الإنجليزية)